# Pou de glaç de la Ginebreda 3
El Pou de glaç de la Ginebreda 3 és una obra de Castellterçol (Moianès) inclosa a l'Inventari del Patrimoni Arquitectònic de Catalunya.

## Descripció
D'aquesta poua pràcticament no se'n pot observar res, perquè actualment té les obertures tapiades amb lloses i ciment, està coberta de vegetació i la seva forma pràcticament no sobresurt de la superfície. No obstant, per comparació a les altres poues, es pot determinar que la seva forma és cilíndrica (d'uns 6 o 7 metres de diàmetre) i que l'altura total (des del fons a la clau de la cúpula semiesfèrica que la cobreix), pot oscil·lar entre els 7 i 9 metres. L'obertura està situada a la part superior de la cúpula, però segurament n'hi ha d'haver una altra, malgrat que actualment no es pugui observar.

## Història
Els pous de gel es construïren i obtingueren la seva major rendibilitat en el decurs dels segles XVII, XVIII i part del XIX quan la fabricació i comercialització del gel representava una bona font d'ingressos. No obstant, durant la primera meitat del segle XX alguns pous continuaren funcionant, malgrat que l'aparició del gel artificial amb l'arribada de l'electricitat i els transports moderns fessin desaparèixer aquest tipus d'indústria. Els últims pous en funcionament ja no comercialitzaven amb els hospitals, mercats,... de Barcelona, sinó que eren d'ús propi.
Les condicions necessàries per a la construcció d'un pou de glaç, són la proximitat a les vies de comunicació, amb llocs de consum no gaire allunyats i la seva instal·lació en llocs de fortes glaçades i bones aigües. El gel es recollia a l'hivern a les basses o rieres properes al pou. Es tallava en blocs i s'emmagatzemava per capes recobertes de palla, vegetació i gel trossejat dins les poues fins que a l'estiu, segons la demanda, s'anava extraient i transportant dins de sàrries també cobertes de palla i boll.